# Narodni parki Rusije

## Pregled
Do 1960-ih so v Sovjetski zvezi obstajali samo naravni rezervati (zapovedniki) in zakazniki, zato so bile mednarodne izkušnje pri ustvarjanju oblike zavarovanih območij, namenjenih turistom za sprostitev in učenje skrbi za naravo, zelo pomembne. Leta 1961 so sovjetski geografi pod vodstvom Innokentija Gerasimova, direktorja Inštituta za geografijo Akademije znanosti ZSSR, obiskali ZDA. To potovanje je bilo uvod v izkušnje ZDA na področju varstva okolja in sovjetski znanstveniki so obiskali narodni park Yellowstone in narodni park Great Smoky Mountains.
Po potovanju se je Innokenti Gerasimov vrnil k ideji o ustvarjanju naravnih parkov v ZSSR. Leta 1965 je predlagal ustanovitev naravnega parka Bajkal. Podoben naravni park je bil zasnovan tudi na območju jezera Seliger v Valdajskem hribovju. Leta 1966 je časopis Komsomolskaya Pravda objavil članek Innokentija Gerasimova in Vladimirja Preobraženskega, ki sta razpravljala o potrebi po oblikovanju sistema naravnih parkov v ZSSR. Naravni parki niso bili mišljeni samo kot kraji za sprostitev turistov, ampak tudi kot kraji za zaščito živali in rastlin na območjih, ki jih turisti parkov ne bi smeli obiskati brez vodnika.
Najstarejša parka v Rusiji sta Sočijski narodni park in narodni park Losini Ostrov (1983); Samarska Luka (1984); Marij Čodra (1985); Baškirija, Prielbrusje, Pribajkalski in Zabajkalski (1986).
V skladu z zakonom o zavarovanih območjih Rusije so narodni parki kopna in vodna območja, namenjena varstvu narave, ekološkemu izobraževanju in znanstvenim raziskavam. Vsebujejo območja posebne ekološke, zgodovinske in estetske vrednosti. Reguliran turizem je dovoljen.
Območje vsakega parka je razdeljeno na cone glede na različne funkcije. Obstajati mora strogo varovano območje, vodeno kot zapovednik, ter rekreacijski in varovalni pasovi, v katerih je dovoljena gospodarska dejavnost, kot so turizem, tradicionalna raba tal ter benigne oblike kmetijstva in gozdarstva. Strogo varstveno funkcijo včasih opravlja sosednji uradni zapovednik; na primer, zapovednik Barguzin meji na narodni park Zabajkalski na vzhodni strani Bajkalskega jezera. 
Leta 2001 je Narodni park Vodlozerski prejel Unescov status biosfernega rezervata, leta 2002 sta mu sledila narodni park Smolenskoje Poozeri in narodni park Ugra, leta 2004 pa še dva (Valdajski in Kenozerski).
Narodni parki so trenutno v pristojnosti Ministrstva za naravne vire in okolje (Rusija).

## Seznam narodnih parkov Rusije
| Ime                               | Slika                                                        | Lega                                                                   | Ustanovitev | Park URL                                                 | Površina                | Opis |
| --------------------------------- | ------------------------------------------------------------ | ---------------------------------------------------------------------- | ----------- | -------------------------------------------------------- | ----------------------- | --- |
| Narodni park Alanija              | Mountain peak and glacial valley, Alaniya NP                 | - Severna Osetija - Alanija - 42°52′N 43°44′E / 42.867°N 43.733°E      | 1998        | Ала́ния                                                   | 54.926 ha (212,1 sq mi) | Alanija leži na severnem pobočju osrednjega Kavkaza. Park vključuje 13 km dolg ledenik Karaugom, globoko gozdno dolino reke Uruk in stepska travišča. Po parku so posejane arheološke ruševine, od bronastodobne kobanske kulture do srednjeveškega Alanskega ljudstva. Gostiteljska republika Severna Osetija-Alanija je dobila ime po Alanih.                                              |
| Narodni park Alkanaj              | Temple Gate rock formation, Alkhanay NP                      | Zabajkalski okraj 50°50′N 113°25′E / 50.833°N 113.417°E                | 1999        | Алханай                                                  | 138.234 ha              | Gora Alkanaj, ki je sveta za domorodne Burjate in sodobne budiste, je osrednje središče parka. (Dalajlama jo je neuradno obiskal dvakrat). Okolica je odličen primer »daurske gozdne stepe«, v prehodnem območju med sibirsko tajgo na severu in mongolsko stepo na jugu. |
| Narodni park Anjujski             | Anyuysky NP                                                  | Habarovski okraj 49°26′N 136°33′E / 49.433°N 136.550°E                 | 1999        | Анюйский                                                 | 429.370 ha              | Park je pomemben, ker ustvarja ekološki koridor - od nizkega poplavnega habitata reke Amur navzgor skozi gozdnato porečje reke Anjuj do visokih ravnin gorovja Sikhote-Alin na ruskem Daljnem vzhodu. Lokalni avtohtoni prebivalci so Nanaj, tradicionalno ribiška in lovska kultura. |
| Narodni park Baškirija            |                                                              | Baškortostan 53°03′N 56°32′E / 53.050°N 56.533°E                       | 1986        | Башкирия Arhivirano 2008-12-01 na Wayback Machine.       | 92.000 ha               | Baškirija pokriva velik sosednji gozd in mrežo razčlenjenih rečnih dolin na južnem koncu gorovja Ural. Park je varovalni pas med industrializiranimi ravninami na zahodu ter goratim in redko naseljenim naravnim rezervatom Šulgan-Taš in entomološkim rezervatom Alin-Solok ("Zlata čebela") na vzhodu.                                                                                    |
| Narodni park Beringija            | Beringia                                                     | Čukotka 64°22′N 173°18′E / 64.367°N 173.300°E                          | 2013        | Берингия                                                 | 3.053.233 ha            | Do leta 11.000 pr. n. št. je 'kopenski most' v Beringiji omogočal ljudem prehod med Azijo in Severno Ameriko. Ruski narodni park Beringija je zahodna stran današnjega Beringovega preliva, z ameriškim narodnim rezervatom Beringov kopenski most na Aljaski na vzhodni strani. |
| Narodni park Bikin                | Bikin                                                        | Primorski okraj 46°40′N 136°00′E / 46.667°N 136.000°E                  | 2015        | Бикин                                                    | 1.160.500 ha            | Narodni park Bikin, ki je bil ustanovljen 3. novembra 2015, ščiti največji preostali stari mešani gozd na severni polobli in ozemlje 10 % vseh amurskih tigrov v naravi. Park varuje tudi gozdno kulturo 600 avtohtonih prebivalcev, ki so ostali v porečju reke Bikin, Udegi in Nanaji. |
| Narodni park Buzulukski Bor       | A river in the wood                                          | Samarska oblast / Orenburška oblast 53°00′N 52°7′E / 53.000°N 52.117°E | 2007        | Бузулукский бор                                          | 106.000 ha              | Buzulukski Bor je največji nasad izoliranih visokih borovcev na svetu. Park, obdan z morjem step na vzhodni ruski nižini med reko Volgo (zahod) in južnim Uralskim gorovjem (na vzhodu), je peščeni ostanek nekdaj delte reke v Kaspijsko jezero. Pod Buzulukskijem je nafta, ki povečuje pritisk na lokacijo.                                                                               |
| Čuvaški gozd                      | Map with borders of Chavash Vermane Bor NP                   | Čuvašija 54°45′N 47°08′E / 54.750°N 47.133°E                           | 1993        | Чаваш Вармане                                            | 25.200 ha               | Čuvaški gozd je velik sosednji (neprekinjen) gozd v srednjem območju reke Volge. Park je bil ustvarjen za dvojni namen ohranjanja biotske raznovrstnosti in zaščite območja, ki je predstavnik ljudstva Čuvašev. |
| Narodni park Čikoj                | Chikoy NP                                                    | Zabajkalski okraj 49°46′N 110°18′E / 49.767°N 110.300°E                | 2014        | Чикой                                                    | 666.468 ha              | Park je ob izviru reke Čikoj, ki teče proti zahodu v reko Selenga in Bajkalsko jezero, 400 km severozahodno. Je v prehodnem območju med sibirsko tajgo na severu in mongolsko stepo na jugu. |
| Krimski naravni rezervat          | Crimean NP                                                   | Republika Krim 44°40′N 34°21′E / 44.667°N 34.350°E                     | 2018        | Крымский                                                 | 34.563 ha               | |
| Narodni park Kurska kosa          | Kurshskaya Kosa NP                                           | Kaliningrajska oblast55°08′N 20°48′E / 55.133°N 20.800°E               | 1987        | Куршская коса                                            | 6621 ha                 | Kurska kosa je 98 km dolg, tanek, ukrivljen peščene sipine, ki ločuje Kurski zaliv od obale Baltskega morja. Njen južni del leži v Kaliningrajski regiji v Rusiji, severni pa v jugozahodni Litvi. Je na Unescovem seznamu svetovne dediščine, ki si ga delita obe državi. |
| Naravni rezervat Gida             | Gydansky NP                                                  | Tjumenska oblast 71°50′N 78°12′E / 71.833°N 78.200°E                   | 2019        | Гыданский                                                | 878.174 ha              | |
| Narodni park Kalevalski           | Kalevalsky NP                                                | Republika Karelija 64°59′N 30°13′E / 64.983°N 30.217°E                 | 2007        | Калевальский                                             | 74.400 ha               | Kalevalski borov gozd pokriva enega zadnjih, velikih gozdov borealnih borovcev v Evropi. Je na meji med Rusijo in Finsko na približno sredini od juga proti severu. Park je v Republiki Kareliji. Kalevala, epska pesnitev finske in karelske ustne folklore, je bila črpana iz te regije.                                                                                                   |
| Narodni park Kenozerski           | Sts Peter and Paul Church in the village ofMorshchikhinskaya | Arhangelska oblast 62°05′N 38°12′E / 62.083°N 38.200°E                 | 1991        | Кенозерский                                              | 139.663 ha              | Park ima veliko kulturnih spomenikov, eden je Porženski Pogost, ki je cerkev sv. Jurija z zvonikom (oba iz 18. stoletja), obdana z lesenim obzidjem z vrati in stolpi (1789). Park je na ločnici med atlantskim in arktičnim bazenom. Od leta 2004 ima narodni park status Unescovega biosfernega rezervata. Leta 2024 je bil dodan na seznam svetovne dediščine.                            |
| Narodni park Hibini               | Khibiny NP                                                   | Murmanska oblast 67°43′N 33°28′E / 67.717°N 33.467°E                   | 2018        | Хибины                                                   | 84.804 ha               | |
| Hvalinski narodni park            | Pine tree over wooded valley, Khvalynsky NP                  | Saratovska oblast 53°00′N 52°7′E / 53.000°N 52.117°E                   | 1994        | Хвалынский                                               | 25.524 ha               | NP Hvalinksi obsega dvignjeno planoto s kredo v vzpetinah Volge, pokrito z mešanimi hrastovo-lipovimi in iglastimi gozdovi, vzdolž zahodne strani reke Volge. To je približno 1000 km severno od Kaspijskega jezera, v regiji Saratov s pogledom na rezervoar Saratov. |
| Kislovodski narodni park          | Kislovodsk National Park                                     | Stavropolski okraj 43°53′N 42°45′E / 43.883°N 42.750°E                 | 2016        | Кисловодский                                             | 966 ha                  | Največji mestni park v Evropi, Kislovodsk NP, se razteza od mestnega središča Kislovodsk navzgor po pobočjih sosednjega grebena Džinal. Je ob vznožju severno od gorovja Kavkaz. Park podpira mineralne vrelce, pohodniške poti in žičnico na vrh grebena. |
| Narodni park Kodar                | Kodar National Park                                          | Zabajkalski okraj56°54′N 118°16′E / 56.900°N 118.267°E                 | 2018        | Кодар                                                    | 491.700 ha              | Kodar je v gorovju Kodar, približno 500 kilometrov severovzhodno od Bajkalskega jezera. Park obsega ekstremne razlike v reliefu: strma alpska pobočja (Kodar v jeziku avtohtonih Evenkov pomeni 'strmo'), več kot 570 alpskih jezer, ledenike na nizki nadmorski višini, vulkane in osamljena majhna puščava, obdana s tajgo.                                                                |
| Kojgorodski narodni park          |                                                              | Komi 59°48′N 49°48′E / 59.800°N 49.800°E                               | 2019        | Койгородский Arhivirano 2021-12-12 na Wayback Machine.   | 56.700 ha               | Kojgorodski pokriva eno največjih površin nedotaknjene južne tajge v Evropi. Je na vzhodnem robu vzhodnoevropske nižine v Republiki Komi v Rusiji. |
| Krasnojarski stebri               | Krasnoyarsk Stolby National Park                             | Krasnojarski okraj 55°32′N 92°28′E / 55.533°N 92.467°E                 | 2019        | Красноярские Столбы                                      | 47.154 ha               | Stolbi, ki je bil leta 2019 prerazvrščen v narodni park (iz naravnega rezervata), je na severozahodnih vzpetinah Vzhodnega Sajana, ki meji na Srednjesibirsko planoto. Območje s severovzhoda meji na glavno mesto Krasnojarsk. Obiskovalci se lahko do meje pripeljejo z mestnim avtobusom.                                                                                                 |
| Narodni park Kitalik              | Kytalyk National Park                                        | Jakutija 70°51′N 147°51′E / 70.850°N 147.850°E                         | 2019        | Кыталык                                                  | 1.885.554 ha            | Kitalik je zavarovano območje za arktična gnezdišča ptic selivk na vzhodnoazijsko-avstralski preletni poti, vključno s precejšnjim delom območij za kritično ogroženega sibirskega žerjava (Leucogeranus leucogeranus). Ime 'kitalik je beseda v jakutskem jeziku za sibirskega žerjava. Park je v nizko ležeči tundri delte reke Indigirka, ob Vzhodno Sibirskem morju v severni Rusiji.    |
| Narodni park Ladoške čeri         | Ladoga Skerries National Park                                | Republika Karelija 61°36′N 30°50′E / 61.600°N 30.833°E                 | 2017        | Ладожские шхеры                                          | 122.008 ha              | Ladoške čeri so na severni in severozahodni obali Ladoškega jezera v ruski republiki Kareliji. V parku so številni majhni skalnati otočki (čeri) v ozkih zalivih in kanalih. |
| Narodni park Dežela leoparda      | Land of the Leopard NP                                       | Primorski okraj 43°00′N 131°25′E / 43.000°N 131.417°E                  | 2012        | Земля леопарда                                           | 80.000 ha               | Glavni cilj parka je ohraniti in obnoviti populacijo edinstvene lisaste mačke - amurskega leoparda ((Panthera pardus orientalis)[), ki v Rusiji zdaj šteje le okoli 50 osebkov. Danes jih več kot polovica živi v »Deželi leoparda«. Poleg tega živi še ena mačka, navedena v rdeči knjigi - amurski tiger.                                                                                  |
| Stebri Lene                       | Lenskie Stolby NP                                            | Jakutija 61°08′N 127°35′E / 61.133°N 127.583°E                         | 2018        | Ленские столбы Arhivirano 2022-04-02 na Wayback Machine. | 1.217.941 ha            | |
| Narodni park Losini Ostrov        | Upper Yauza swamp                                            | Moskovska oblast 53°52′N 37°47′E / 53.867°N 37.783°E                   | 1983        | Лосиный Остров                                           | 11.600 ha               | Dobesedno 'losov otok', Losini Ostrov je prvi narodni park v Rusiji. Je v Moskvi in Moskovski regiji in je tretji največji gozd v mestu primerljive velikosti, za narodnim parkom Mizasta gora (Cape Town) in državnim parkom Pedra Branca (Rio de Janeiro). |
| Narodni park Marij Čodra          | The Ilet River, in NP Mariy Chodra                           | Marij El 56°09′N 48°22′E / 56.150°N 48.367°E                           | 1985        | Марий Чодра                                              | 36.600 ha               | Marij Čodra (dobesedno 'Mari gozd') je bil ustvarjen za zaščito redkih rastlin: dokumentiranih je več kot 115 redkih rastlinskih vrst. V parku je štirinajst turističnih poti; najbolj priljubljene atrakcije so jezera Jalčik, Gluhoje in Kičijer, rafting na rekah Ilet in Jušut, Pugačovov hrast in Javorove gore.                                                                        |
| Narodni park Meščjora             | Wetlands in Meshcheyora NP                                   | Vladimirska oblast 55°34′N 40°15′E / 55.567°N 40.250°E                 | 1992        | Мещёра                                                   | 118.900 ha              | NP Meščjora pokriva obsežna mokrišča (močvirja, šotišča, reke in jezera) – izjemno bogat habitat za biotsko raznovrstnost – in borove/brezove gozdove v nižavju Meščera na Vzhodnoevropski nižini v regiji Vladimir, približno 120 km vzhodno od Moskve. Območje je povezano s srednjeveškim plemenom Meščera.                                                                               |
| Meščjorski narodni park           | Meshcheyorsky NP                                             | Rjazanska oblast 55°08′N 40°10′E / 55.133°N 40.167°E                   | 1992        | Мещерский                                                | 105.014 ha              | Nacionalnega parka "Meščjorski" (Мещёрский) ne smete zamenjati z narodnim parkom Meščjora, ki je tik na severu, nad mejo v Vladimirski regiji. Sosednja parka pokrivata podobna mokrišča (močvirja, šotišča, reke in jezera) in borove/brezove gozdove v nižini Meščera. |
| Nečkinski narodni park            | Coastline viewed from hill, Nechkinsky NP                    | Udmurtija 56°41′N 53°47′E / 56.683°N 53.783°E                          | 1997        | Нечкинский                                               | 20.753 ha               | Nečkinski NP je pomemben biološki in kulturni rezervat Udmurtije, ki je v srednji dolini reke Kame, njenega pritoka reke Sive in obalnega dela akumulacije Votkinsk. Ozemlje je večinoma gozdno in rečno poplavno območje, na katerem so številna starodavna arheološka najdišča. Je v bližini mesta Iževsk, na zahodni strani Uralskega gorovja.                                            |
| Narodni park Nižnjaja Kama        | Sign at border of Nizhnyaya Kama NP                          | Tatarstan 55°48′N 52°19′E / 55.800°N 52.317°E<                         | 1991        | Нижняя Кама                                              | 26.587 ha               | Dobesedno prevedeno kot 'Spodnji kamski narodni park' je narodni park Nižnjaja Kama v središču Rusije, v okrožjih Tukajevski in Jelabužski v Tatarstanu. Ustanovljen je bil 20. aprila 1991 za zaščito iglastih (večinoma borovih) gozdov na bregovih reke Kame. |
| Narodni park Onežskoje Pomorje    | Onezhskoye Pomorye NP                                        | Arhangelska oblast 64°47′N 37°18′E / 64.783°N 37.300°E                 | 2013        | Онежское Поморье                                         | 201.670 ha              | Park zavzema velik del polotoka Onega in sosednje dele Belega morja. Kopenskega prevoza na celino ni na voljo v vseh letnih časih. Večino ozemlja pokriva gozd. V parku so pogosti los, evrazijski rjavi medved, sivi volk in navadna lisica. Beluga kit se pojavlja v Belem morju. Pozimi je morje zamrznjeno.                                                                              |
| Narodni park Orlovskoje Polesje   | Orlovskoye_Polesye NP                                        | Orjolska oblast 53°28′N 35°3′E / 53.467°N 35.050°E                     | 1994        | Орловское полесье                                        | 77.745 ha               | Orlovskoje Polesje je sredi osrednje ruske vzpetine, ki se razteza med okrožji Znamenski in Khotinetski v Orelski oblasti. Ozemlje je gričevje, posekano z grapami. Najvišja višina je 250 metrov nad morsko gladino. V nižinah je muskeg (teren, sestavljen iz šotnega barja z grmastimi travniki in lesnato vegetacijo, vključno s smreko) z brusnicami.                                   |
| Narodni park Paanajärvi           | Paanajärvi NP                                                | Republika Karelija 66°29′N 37°18′E / 66.483°N 37.300°E                 | 1992        | Паанаярви                                                | 104.371 ha              | Narodni park Paanajärvi je v regiji Karelija v severni Evropi, ob finsko-ruski meji. Varuje 1043,71 kvadratnih kilometrov neokrnjenih gozdnih habitatov, jezer in rek v ekoregiji skandinavske in ruske tajge. |
| Narodni park Pleščejevo Ozero     | Pleshcheyevo Ozero NP                                        | Jaroslavlska oblast 56°46′N 38°44′E / 56.767°N 38.733°E                | 1997        | Плещеево озеро                                           | 23.790 ha               | NP Pleščejevo Ozero pokriva jezero Pleščejevo in okoliška območja. Jezero je zelo priljubljeno za rekreacijo, kot ekološki habitat in je nekdanje letovišče ruskih carjev. Jezero je približno 130 km severovzhodno od Moskve, v porečju Zgornje Volge. Na jugovzhodni obali je letoviško mesto Pereslavl-Zalesski, Jaroslavlska oblast.                                                     |
| Pribajkalski narodni park         | Shaman Rocks, Pribaikalsky NP                                | Irkutska oblast 51°51′N 104°53′E / 51.850°N 104.883°E                  | 1986        | Прибайкальский                                           | 417.300 ha              | Pribajkalski narodni park pokriva jugozahodno obalo Bajkalskega jezera v jugovzhodni Sibiriji. Obalni pas vključuje nekaj gorskih grebenov na zahodu in otoke na morju, kot je otok Olkhon na vzhodu. To je približno 50 km jugovzhodno od mesta Irkutsk, Irkutska oblast. |
| Narodni park Pripišminskije Bori  | Pripyshminskiye Bory NP                                      | Sverdlovska oblast 56°59′N 63°47′E / 56.983°N 63.783°E                 | 1993        | Припышминские Боры                                       | 49.050 ha               | Pripišminskije Bori je na zahodnem robu Zahodno-sibirske nižine. Varuje kompleks borovih in brezovih gozdov. Približno 10 % površine predstavljajo negozdna močvirja, ribniki, senožeti in pašniki. |
| Narodni park Prielbrusje          | Prielbrusye NP                                               | Kabardino-Balkarija 43°21′N 42°34′E / 43.350°N 42.567°E                | 1986        | Приэльбрусье                                             | 1.010.200 ha            | Prielbrusje je središče gore Elbrus, najvišje gore v Evropi s 5632 metri nadmorske višine. Relativna izoliranost strmih sotesk je povzročila visoko stopnjo endemizma in biotske raznovrstnosti. Park je v osrednjem Kavkazu, severozahodno od narodnega parka Alanija. |
| Narodni park Ruska Arktika        | Russian Arctic NP                                            | Arkhangelska oblast 75°42′N 60°54′E / 75.700°N 60.900°E                | 1986        | Русская Арктика                                          | 1.426.000 ha            | Narodni park Ruska Arktika pokriva veliko in oddaljeno območje Arktičnega oceana, severni del Nove Zemlje (otok Severni) in deželo Franca Jožefa. |
| Narodni park Ruski Sever          | Russky Sever NP                                              | Vologdska oblast 59°57′N 38°34′E / 59.950°N 38.567°E                   | 1992        | Русский Север                                            | 166.400 ha              | Park varuje naravne in kulturne krajine ruskega severa okoli samostanov Kirilo-Belozerski in Ferapontov, krajev velikega zgodovinskega pomena. |
| Narodni park Salair               | Samarskaya Luka NP                                           | Republika Altaj 53°30′N 86°24′E / 53.500°N 86.400°E                    | 2020        | Салаир                                                   | 161.221 ha              | Salair je na zahodnem pobočju grebena Salair, ki ločuje Altajski kraj (zahodna stran) od regije Kemerovo (vzhodna stran). Nizke gore so prekrite z iglastim gozdom. Zaradi toplih in vlažnih poletij so znanstveniki Salair imenovali deževni gozd Sibirije. |
| Narodni park Samarskaja Luka      | Samarskaya Luka NP                                           | Samaraska oblast 53°18′N 49°50′E / 53.300°N 49.833°E                   | 1984        | Самарская Лука                                           | 134.000 ha              | Park je na 180-stopinjskem okljuku reke Volge, ki teče južno od mesta Samara. Je na obali vodnega rezervoarja Kuibiševskoje, na severu pa meji na Žigulevski zapovednik. Večina kamninske podlage je kraška (apnenčasta) tvorba. |
| Samurski narodni park             | Samar Forest                                                 | Dagestan 41°52′N 48°32′E / 41.867°N 48.533°E                           | 2019        | Самурский Arhivirano 2022-01-01 na Wayback Machine.      | 48.273 ha               | Samurski je na zahodni obali Kaspijskega jezera, na vzhodnem delu gorovja Velikega Kavkaza v Dagestanu v Rusiji. Razdeljen je na dva sektorja: obalni poplavni del na delti reke Samur in gorski sektor, ki vključuje goro Bazardüzü in najjužnejšo skrajno točko v Rusiji. |
| Sajljugemski narodni park         | Saylyugemsky NP                                              | Republika Altaj 49°31′N 88°37′E / 49.517°N 88.617°E                    | 2010        | Сайлюгемский Arhivirano 2016-02-07 na Wayback Machine.   | 118.380 ha              | Narodni park Saylyugemsky, ki je bil ustanovljen kot poseben rezervat za altajske snežne leoparde in altajske gorske ovce (argal), se dviga v gorovju Altaj-Sajan, na meji med Rusijo in Mongolijo. |
| Sebežski narodni park             | Sebezhsky NP                                                 | Pskovska oblast 56°16′N 28°30′E / 56.267°N 28.500°E                    | 1996        | Себежский                                                | 50.021 ha               | Sebežski narodni park je v jugozahodnem delu okrožja Sebežski. Kjer se nahaja narodni park, je v bistvu hribovita pokrajina ledeniškega izvora s številnimi jezeri. Območje je gozdnato, z borovim, smrekovim, mešanim in jelševim gozdom. |
| Narodni park Sengilevskie gore    | Sengileevskie Mountains NP                                   | Uljanovska oblast 54°00′N 48°36′E / 54.000°N 48.600°E                  | 2017        | Сенгилеевские горы                                       | 43.697 ha               | Park je na območju Sengilejskih gora ob srednji reki Volgi v Rusiji. 'Gore' so tehnično planote z globokimi grapami in rečnimi useki, približno tri četrtine gozdnate. |
| Narodni park Šantarski otoki      | Shantar Islands NP                                           | Habarovski okraj 55°00′N 137°30′E / 55.000°N 137.500°E                 | 2014        | Шантарские острова                                       | 250.000 ha              | Šantarski otoki so skupina 15 otokov, ki ležijo ob obali Habarovskega ozemlja v Ohotskem morju. Večina otokov ima razgibane pečine, najvišja točka pa je 720 metrov. So dom morskih levov Steller, tjulnjev in grenlandskih kitov. |
| Šorski narodni park               | Shorsky NP                                                   | Kemerovska oblast 52°35′N 88°20′E / 52.583°N 88.333°E                  | 1989        | Шорский                                                  | 418.000 ha              | Šorski narodni park je gozdnato, gorato območje v jugozahodni Sibiriji, kjer se Zahodnosibirska nižina sreča z Južnosibirskim gorovjem. Je predstavnik območij s temno drevesno tajgo (92 % parka je gozdnatega). |
| Narodni park Šušenski Bor         | Shushensky Bor NP                                            | Krasnojarski okraj 52°42′N 91°30′E / 52.700°N 91.500°E                 | 1995        | Шушенский бор Arhivirano 2016-01-10 na Wayback Machine.  | 39.180 ha               | |
| Narodni park Smolenskoje Poozerje | Smolenskoye Poozerye NP                                      | Smolenska oblast 55°32′N 31°24′E / 55.533°N 31.400°E                   | 1992        | Смоленское Поозерье                                      | 146.237 ha              | Smolenska jezera so gozdno-močvirni ekosistem 35 jezer in okolice na severozahodu Smolenske oblasti blizu ruske meje z Belorusijo. Je v porečju Daugave (reke) (imenovane tudi reka Zahodna Dvina, približno 64 km severno od mesta Smolensk. |
| Šorski narodni park               | Smolny NP                                                    | Mordvinija 54°50′N 45°40′E / 54.833°N 45.667°E                         | 1995        | Смольный                                                 | 36.500 ha               | Park ima reprezentativno nižinsko rečno okolje s počasnim tokom. Jezera in močvirja so v glavnem skoncentrirana na poplavnem območju reke Alatir. Barje je pretežno nižinsko. Nekaj barij je v južnem in osrednjem delu parka. Veliko je izvirov. |
| Sočijski narodni park             | Sochi NP                                                     | Krasnodarski okraj 43°05′N 39°43′E / 43.083°N 39.717°E                 | 1983        | Сочинский                                                | 193.737 ha              | Park zavzema območje Velikega Sočija, od meje z okrožjem Tuapsinski, med ustjema rek Šepsi in Magri na severozahodu, do meje z Abhazijo vzdolž reke Psou na jugovzhodu in med Črnim morjem do vodnega grebena Velikega Kavkaza. |
| Narodni park Taganai              | Taganay NP                                                   | Čeljabinska oblast 55°15′N 59°47′E / 55.250°N 59.783°E                 | 1991        | Таганай                                                  | 56.800 ha               | Taganaj je skupina gorskih grebenov na južnem Uralu, na ozemlju Čeljabinske oblasti, z najvišjo točko 1178 m nad morsko gladino. |
| Tarhankutski narodni park         | Tarhankut NP                                                 | Avtonomna republika Krim 45°25′N 32°32′E / 45.417°N 32.533°E           | 1991        | Тарханкутский                                            | 10.900 ha               | Park je na zahodnem koncu polotoka Tarhankut v črnomorski regiji. Park je pretežno stepska območja Tarhankutskih hribov in gred (Bela, Castel, Ternovaja), ki se zajedajo v hrib. Park obdaja skoraj celotno zahodno obalo. |
| Tokinsko-stanovoj narodni park    |                                                              | Amurska oblast 50°41′N 130°09′E / 50.683°N 130.150°E                   | 2019        | Токинско-Становой                                        | 243.000 ha              | Tokinsko-Stanovoj je na goratem izviru reke Zeja v Stanovskem višavju na Ruskem Daljnem vzhodu. Ustanovljen je bil leta 2019 za zaščito pomembnih naravnih značilnosti - zlasti sibirske snežne ovce in tudi kulturne dediščine domorodnega ljudstva Evenki, ki redi severne jelene. |
| Tunkinski narodni park            | Tunkinsky NP                                                 | Burjatija 51°41′N 102°08′E / 51.683°N 102.133°E                        | 1991        | Тункинский                                               | 1.183.662 ha            | Tunkinski je v južni osrednji Sibiriji in pokriva gorsko območje s središčem v dolini reke Irkut (imenovano tudi dolina Tunka), ki se nadaljuje od riftne doline Bajkalskega jezera proti jugozahodu do meje z Mongolijo. Severno in zahodno od doline je vzhodni rob Sajanskih gora. |
| Narodni park Udegejskaja Legenda  | Udegeyskaya Legenda NP                                       | Primorski okraj 45°49′N 135°25′E / 45.817°N 135.417°E                  | 1991        | Удэгейская легенда                                       | 103.744 ha              | Udegejskaja Legenda pokriva najbogatejši iglasto-listavcev gozd na zahodnem pobočju gorovja Central Sikhote-Alin na Ruskem Daljnem vzhodu. Park je zasnovan tako, da ščiti habitat rečne doline na zahodnem pobočju in podpira ostanke avtohtonega ljudstva Udege. Območje je znano po bogatem ribolovu in čolnarjenju po potokih in rekah. Je tudi zatočišče za ogroženega amurskega tigra. |
| Narodni park Ugra                 | Ugra NP                                                      | Kaluška oblast 54°09′N 35°52′E / 54.150°N 35.867°E                     | 1997        | Угра                                                     | 98.600 ha               | Narodni park Ugra je gozdnato območje v regiji Kaluga (jugozahodno od Moskve) in vključuje doline rek Ugra, Žizdra, Visa in Oka. Znamenitosti parka vključujejo samostan Optina in umetniški park Nikola-Lenivec. |
| Narodni park Jugid Va             | Yugyd Va NP                                                  | Komi 62°25′N 58°47′E / 62.417°N 58.783°E                               | 1994        | Югыд ва                                                  | 1.891.700 ha            | Park Jugid Va pokriva ozemlje v gorovju severnega Urala ter sosednjih vznožjih in ravninah. Celoten park je v porečju reke Pečora, to je zahodno od celinske ločnice Evropa-Azija; to pomeni, da je vse to geografsko v Evropi. |
| Valdajski narodni park            | Valdaysky NP                                                 | Novgorodska oblast 57°59′N 31°15′E / 57.983°N 31.250°E                 | 1990        | Валдайский                                               | 158.500 ha              | Od leta 2004 ima narodni park status Unescovega biosfernega rezervata. Park, ki vključuje mesto Valdaj, Valdajsko jezero in severni del jezera Seliger, je ena izmed najbolj priljubljenih turističnih destinacij v osrednji Rusiji in ima dobro razvito turistično infrastrukturo. |
| Vodlozerski narodni park          | Vodlozersky NP                                               | Arhangelska oblast 62°39′N 37°05′E / 62.650°N 37.083°E                 | 1991        | Водлозерский                                             | 428.000 ha              | Območje parka vključuje jezero Vodlozero, porečje Ilekse, glavni dotok jezera in zgornji tok Vodle. Leta 2001 je bil Vodlozersky razglašen za Unescov rezervat biotske raznovrstnosti. |
| Zabajkalski narodni park          | Zabaykalsky NP                                               | Burjatija 53°43′N 109°13′E / 53.717°N 109.217°E                        | 1986        | Забайкальский                                            | 269.000 ha              | Zabajkalski narodni park pokriva del vzhodne obale Bajkalskega jezera. |
| Narodni park Zavidovo             | Zavidovo NP                                                  | Tverska oblast 56°25′N 36°07′E / 56.417°N 36.117°E                     | 2015        | Завидово                                                 | 132.858 ha              | Zavidovo je kompleks gozdov in mokrišč v Tverski in Moskovski oblasti v Rusiji. Območje je bogato z divjadjo in je bilo v preteklosti pomemben lovski rezervat za vladne uradnike. |
| Narodni park Zigalga              | Zigalga NP                                                   | Čeljabinska oblast 54°35′N 58°31′E / 54.583°N 58.517°E                 | 2019        | Зигальга                                                 | 45.662 ha               | Zigalga je na visokem grebenu Zigalga južnega Urala v Rusiji, na prehodu med Evropo in Sibirijo. |
| Narodni park Zov Tigra            | Zov Tigra NP                                                 | Primorski okraj 43°35′N 134°16′E / 43.583°N 134.267°E                  | 2007        | Зов Тигра                                                | 83.384.ha               | Zov Tigra (dobesedni prevod klic tigra) je gorsko zatočišče za ogroženega amurskega tigra. Park obsega območje 83.384 hektarjev na skrajni jugovzhodni obali Ruskega Daljnega vzhoda v zveznem okrožju Primorski okraj. |
| Narodni park Zjuratkul            | Zyuratkul NP                                                 | Čeljabinska oblast 54°51′N 58°56′E / 54.850°N 58.933°E                 | 1993        | Зюраткуль                                                | 88.200.ha               | Pomembne značilnosti vključujejo jezero Zjuratkul, redko gorsko vodno telo v Uralu 754 m nad morsko gladino, s površino 13,2 km2 in največjo globino 8 m. Voda je rahlo mineralizirana (≈50 mg/L). Zaradi čiste vode in spektakularne pokrajine se Zjuratkul' pogosto imenuje Ural Rica. |